# Windermere
Windermere es el lago natural más grande de Inglaterra (Reino Unido). Ha sido uno de los más populares lugares del país para las vacaciones y casas de verano desde 1847, cuando el ferrocarril de Kendal a Windermere construyó un ramal. Está en el país de Cumbria y totalmente dentro del Parque Nacional del Distrito de los Lagos.

## Etimología
Winder es un apellido común en toda Inglaterra, pero tiene muchas de sus "raíces" en Cumbria. Está documentado el nombre de Winder (Wynder) en "Guy De Wynder", que marchó a Inglaterra con Guillermo el Conquistador en 1066. Hay un Winder Hall en Lorton que se remonta al siglo XI. En un tiempo, gran parte del distrito de los Lagos recibió el nombre de High Winder y Low Winder. Mere es un nombre habitual para un cuerpo hídrico, de manera que "Windermere" podría muy bien significar el "agua de Winder". La palabra "Windermere" se cree que podría provenir de "Lago de Vinandr", del nombre en nórdico antiguo Vinandr y anglosajón mere, que significa "lago". Fue conocido como "Winander Mere" o "Winandermere" hasta al menos el siglo XIX.
Su nombre oficial es Windermere, no Lago de Windermere, que sería una especie de redundancia (el único cuerpo hídrico del parque nacional con "Lago" en su nombre es el Lago Bassenthwaite).[cita requerida]

## Geografía
Windermere es un lago de tipo cintiforme (ribbon lake), que son alargados y estrechos con forma de dedo. Se formó hace 13 000 años durante la última gran glaciación por dos glaciares, uno del valle de Troutbeck y el otro de Fairfield Horseshoe[cita requerida]. Cuando los glaciares se fundieron, el lago se llenó con el agua de deshielo, que estaba retenida por morrenas (material rocoso) depositadas por el glaciar.
El lago desagua por su punto más meridional por el río Leven. Lo llenan los ríos Brathay, Rothay, Trout Beck, Cunsey Beck y otras corrientes menores. El lago está en gran medida rodeado por colinas del distrito de los Lagos, que son recorridas por senderos de bajo nivel; al norte y el noreste están los más altos fells de la tierra lacustre (Lakeland) central.
Hay un debate sobre si la franja de tierra entre Newby Bridge y Lakeside en el extremo meridional del lago debería ser considerada parte del Windermere, o un tramo navegable del río Leven. Esto afecta a la longitud que se le dé al lago, que es de 18,08 km de largo si se mide desde el puente en Newby Bridge, o 17 km si se mide desde Lakeside.[cita requerida] El lago varía en anchura hasta un máximo de 1,49 km, y abarca una superficie de 14,73 km². Con una profundidad máxima de 67 m y una elevación sobre el nivel del mar de 39 m, el punto más bajo del lecho del lago queda bastante por debajo del nivel del mar.
Hay dos ciudades en el lago, Ambleside y Bowness-on-Windermere, pues la ciudad de Windermere no toca directamente el lago. Conocida como Applethwaite antes de la llegada del ferrocarril, está a unos quince minutos andando desde la orilla del lago, y ahora ha crecido junto con Bowness. La estación de ferrocarril de Windermere es un centro para conexiones ferroviarias y autobús con las zonas que lo rodean, Mánchester, el aeropuerto de Mánchester y la Línea principal de la costa oeste (Ambleside no está, hablando en rigor, a orillas del lago, pero está conectado con él por la aldea de Waterhead).

### Islas
El lago contiene 18 islas. La más grande con diferencia es la de propiedad privada Belle Isle, de 16 hectáreas, que queda frente a Bowness y alrededor de un kilómetro de longitud.
Las otras islas son considerablemente menores. La isla de Lady Holme recibe su nombre de la iglesia que anteriormente estuvo allí. El resto de las islas son Bee Holme, Blake Holme, Crow Holme, Fir Holme, Grass Holme, Lilies of the Valley (East y West), Ling Holme, Hawes Holme, Hen Holme, Maiden Holme (la isla más pequeña, que contiene un solo árbol), Ramp Holme, Rough Holme, Snake Holme, Thompson Holme (la segunda en tamaño) y Silver Holme.